# Степановка (Кош-Елгинский сельсовет)
Степановка (баш. Степановка) — деревня в Бижбулякском районе Башкортостана, относится к Кош-Елгинскому сельсовету. Проживают чуваши.
С 2005 современный статус.

## История
Статус деревня, сельского населённого пункта, посёлок получил согласно Закону Республики Башкортостан от 20 июля 2005 года N 211-з «О внесении изменений в административно-территориальное устройство Республики Башкортостан в связи с образованием, объединением, упразднением и изменением статуса населенных пунктов, переносом административных центров», ст.1:

6. Изменить статус следующих населенных пунктов, установив тип поселения — деревня:

5) в Бижбулякском районе:…

я6) поселка Степановка Кош-Елгинского сельсовета

## Население
| 2002 | 2009 | 2010 |
| ---- | ---- | ---- |
| 46   | ↘40  | ↘35  |

Национальный состав
Согласно переписи 2002 года, преобладающая национальность — чуваши (100 %).

## Улицы
- ул. Луговая
- ул. Центральная